# Јелена Попадић Сумић
Јелена Попадић Сумић (Крушевац, 18. мај 1981) српски је драматург и писац.

## Биографија
Дипломирала је драматургију и завршила постдипломске студије на Факултету драмских уметности.
Изведено јој је више радио драма („Тајна мансарде“, „Цврчак на огњишту“, „Велика тајна“, „Очев трс“, „Међу људима“, „Сметње на разгласу“, "Школа за патуљка", "Међутиш" и др.). У позоришту су јој изведени оригинални комади („Мила“ и „Гавранов крст“, "Тамо далеко, на Острву спаса"), као и драматизације и адаптације („Свињски отац“, „Позови М ради прељубе“, „Клевета“). Мјузикл за децу „Кохио“ је објављен у едицији „Савремена српска драма“ и преведен на словеначки језик.
Попадић Сумић је била главна и одговорна уредница Билтена Фестивала „Јоаким Вујић“. Иницирала је оснивање часописа „Клака“, чији је главни и одговорни уредник била 2009/2010. године. Часопис је пратио рад професионалних позоришта „јужно од Саве и Дунава“. Била је стални сарадник часописа Удружења драмских уметника Србије, ЛУДУС.
Најбогатије јој је телевизијско искуство: аутор је пројеката: „Са Ти на Ви“, „И ја бих да будем глумац“, „Буђења“ о деци из СОС села у Сремској Каменици), сценариста документарног филма о Јосипу Кулунџићу „Фрагменти о Маестру“, серијала "Хумор и сатира 1830-1914.", серије за децу „Свемирска принцеза“, „Ресторанчић ’Залогајчић’“, уредник и сценариста тв-филмова за децу "Писмо за Деда Мраза"  и "Good Bye, Good Boy" и др. Аутор је сонгова из серијала "Кукурику шоу"... Сценаристкиња је и уредница серијала „Плава птица“ и "НТЦ квиза".
Oд 2022. је одговорнa уредница Редакције дечјег програма РТС-а.

## Награде
- На 50. Стеријином позорју 2005. године добитник Стеријине награде за адаптацију и поставку комада «Свињски отац» Александра Поповића (режија: Егон Савин).[3]
- Награда „Јосип Кулунџић” коју додељује катедра за драматургију Факултета драмских уметности.[3]
- Победница конкурса бечког позоришта „Менцхенбуехне Тхеатер“ са драмом „Гавранов крст“ 2004. године
- Победница интернационалног конкурса „Писатељска соба/писатељска јазбина“ у Словенији 2009. године.

## Позоришна дела
- Кохио[3]
- Свињски отац, 21.04.2004, Крушевац, Крушевачко позориште[4]
- Велика тајна, 27.12.2010, Лазаревац, Пулс театар[4]
- Позови М ради прељубе, 14.12.2015, Крушевац, Крушевачко позориште[4]
- Тамо далеко на острву спаса, 07.03.2017, Крушевац, Крушевачко позориште[4]